# Levi Raja Boean
Levi Raja Boean (Nijmegen, 12 april 1993) is een Nederlands voetballer die bij voorkeur op de flanken speelt. 

## Carrière
Raja Boean Is een product van de jeugdopleiding van N.E.C.. Hier doorliep hij de hele jeugdopleiding tot hij in 2011 ernstig geblesseerd raakte, waardoor hij het laatste half jaar in de A1 miste. In 2012 tekende hij als eerstejaars senior een contract bij zondag- en landskampioen Achilles '29.
Hier maakte hij tegen RKC Waalwijk al wel zijn vriendschappelijk debuut, maar niet lang hierna raakte Raja Boean in een wedstrijd met het tweede elftal opnieuw lang geblesseerd, nadat hij zijn knie verdraaide. In februari 2013 speelde hij voor het eerst weer mee in de hoofdmacht van de Groesbekenaren in de districtsbekerwedstrijd tegen DVS '33 (0-1), na eerder al enkele wedstrijden in het tweede te hebben meegespeeld. Zijn competitiedebuut maakte Raja Boean onder Van Deinsen in mei 2013 als invaller in de terugwedstrijd van het algemeen landskampioenschap. Achilles won in zijn eerste seizoen de Topklasse Zondag en de Super Cup amateurs en promoveerde na dit seizoen naar de Eerste Divisie.
De opvolger van Van Deinsen, François Gesthuizen, zag meer in de jonge buitenspeler en liet Raja Boean op 3 augustus zijn debuut maken in het betaald voetbal in de wedstrijd tegen FC Emmen als invaller voor Daan Paau. Vooraf was het in verband met een blessure echter nog onduidelijk of hij kon spelen. Ook in de drie volgende wedstrijden mocht Raja Boean invallen. In de eerste twee competitie-overwinningen tegen FC Oss (0-1) en Jong Ajax (2-1) viel Raja Boean opnieuw in. Op 28 september 2013 begon hij voor het eerst als basisspeler, als vervanger voor Jop van Steen in de wedstrijd tegen FC Den Bosch. Door een nieuwe blessure speelde hij 26 oktober pas weer tegen Fortuna Sittard (2-1 verlies). In de negen volgende wedstrijden had Raja Boean steeds een basisplaats en dit bekroonde hij tegen De Graafschap (2-2) met een doelpunt. Door wederom een teenblessure miste hij het begin van de tweede seizoenshelft.
In het seizoen 2015/16 begon hij de eerste twee wedstrijden als rechtshalf. In de tweede wedstrijd, op bezoek bij Fortuna Sittard, scoorde Raja Boean de gelijkmaker waarna Achilles van een 2-0 achterstand de wedstrijd nog met 2-4 wist te winnen.
In 2016 ging Raja Boean voor SV DFS spelen, dat uitkomt in de zaterdag Hoofdklasse. Medio 2018 ging hij naar VV Alverna.

## Statistieken
| Seizoen                     | Club           | Land           | Competitie     | Competitie | Competitie | Beker | Beker | Totaal | Totaal |
| Seizoen                     | Club           | Land           | Competitie     | Wed.       | Dlp.       | Wed.  | Dlp.  | Wed.   | Dlp.   |
| --------------------------- | -------------- | -------------- | -------------- | ---------- | ---------- | ----- | ----- | ------ | ------ |
| 2012/13                     | Achilles '29   | Nederland      | Topklasse      | 1          | 0          | 0     | 0     | 1      | 0      |
| 2013/14                     | Achilles '29   | Nederland      | Eerste divisie | 30         | 1          | 2     | 1     | 32     | 2      |
| 2014/15                     | Achilles '29   | Nederland      | Eerste divisie | 24         | 0          | 0     | 0     | 24     | 0      |
| 2015/16                     | Achilles '29   | Nederland      | Eerste divisie | 19         | 1          | 2     | 0     | 21     | 1      |
| Carrièretotaal              | Carrièretotaal | Carrièretotaal | Carrièretotaal | 74         | 2          | 4     | 1     | 78     | 3      |
| Bijgewerkt op 30 april 2016 |                |                |                |            |            |       |       |        |        |

## Erelijst
Achilles '29
- Topklasse Zondag: 2013
- Super Cup amateurs: 2012
- Gelders sportploeg van het jaar: 2012, 2013